# Break Point
Break Point è una serie televisiva documentaristica realizzata da Netflix in collaborazione con i quattro tornei del Grande Slam, l'ATP Tour e con il WTA Tour, che racconta retroscena e il dietro le quinte delle stagioni disputate da alcuni dei tennisti e delle tenniste che competono nel circuito maggiore.
All'attivo, la docu-serie si compone di due stagioni, rispettivamente formate da dieci e sei episodi.

## Episodi
| Stagione         | Episodi | Episodi | Pubblicazione   |
| ---------------- | ------- | ------- | --------------- |
| Prima stagione   | 10      | 5       | 13 gennaio 2023 |
| Prima stagione   | 10      | 5       | 21 giugno 2023  |
| Seconda stagione | 6       | 6       | 10 gennaio 2024 |

## Produzione
Il 15 gennaio 2022 Netflix ha annunciato la partnership con i quattro tornei Slam, con i circuiti ATP e WTA e ATP Media per una nuova docu-serie sul tennis sviluppata dalla stessa società di produzione della serie Formula 1: Drive to Survive (la Box to Box Films), con un progetto simile ad essa. Il 26 luglio Netflix ha annunciato che la pubblicazione della prima stagione della serie sarebbe avvenuta il 13 gennaio 2023. A dicembre è stato diffuso il teaser, mentre il trailer ufficiale è stato pubblicato il 5 gennaio 2023.

## Promozione e distribuzione
Il trailer della prima stagione è stato pubblicato il 5 gennaio 2023, mentre otto giorni più tardi i primi cinque episodi della serie sono stati pubblicati su Netflix; la seconda parte è stata distribuita a giugno 2023.